# Élections municipales et régionales néo-zélandaises de 2019
Les élections municipales et régionales néo-zélandaises de 2019 ont lieu le 12 octobre 2019 en Nouvelle-Zélande,.